# داوید رایا
داوید رایا (انگلیسی: David Raya؛ زادهٔ ۱۵ سپتامبر ۱۹۹۵) بازیکن فوتبال اهل اسپانیا است که‌ برای باشگاه فوتبال آرسنال در لیگ برتر انگلیس  بازی می‌کند.